# Дайніс Кула
Дайніс Кула  (лат. Dainis Kūla; нар. 28 квітня 1959) — радянський легкоатлет, олімпійський чемпіон.

## Виступи на Олімпіадах
| Олімпіада   | Дисципліна    | Місце |
| ----------- | ------------- | ----- |
| Москва 1980 | метання списа | 1     |